# میکیتا تکاچوف
میکیتا تکاچوف (انگلیسی: Mykyta Tkachov؛ زادهٔ ۱۵ اوت ۱۹۹۳) بازیکن فوتبال اهل اوکراین است.